# アーティワラー・コンマーライ
アーティワラー・コンマーライ（タイ語: อาทิวราห์ คงมาลัย、英: Artiwara Kongmalai、1979年5月30日 - ）は、タイの歌手。 2002年にGMMグラミーの歌手として業界に入り。彼はタイの有名なバンド、ボディスラムのリーダーです。

## 略歴
- 1979年5月30日 タイ王国スパンブリー県で生まれた。
- 2002年年 GMMグラミーに歌手として業界に入り。

## 作品

### コラボレーション
- 2000 - サック・ヱイ（ビッグ・アスと います。）
- 2003 - コン・ミー・コム（ビッグ・アスと います。）
- 2010 - キット・ホット（シリポーン・アムパイポンと います。）
- 2017 - ナック・パチョン・ムアン（マイク・ピロムポーンと パイ・ポーンサトーンと ターイ・オラタイと います。）

### 部分歌
- 2010 - セン•スット•タイ 「最後の光 (แสงสุดท้าย)」
- 2013 - ルアー•レック•クワン•オク•チャック•ファン 「小型ボートは海岸を離れる必要があります (เรือเล็กควรออกจากฝั่ง)」

## 参照
1. ↑  อาทิวราห์ คงมาลัย ไทยรัฐ
2. ↑  'แม่การะเกด'คว้าขวัญใจมหาชน ไนน์เอ็นเตอร์เทนอวอร์ด เดลินิวส์ออนไลน์ สืบค้นเมื่อ 8 มิถุนายน 2561
3. ↑  ด.ช อาทิวราห์ คงมาลัย - genie records
4. ↑  เปิดใจ ตูน บอดี้สแลม กับโครงการวิ่งการกุศล #ก้าวคนละก้าว